# Floirac (Charente-Maritime)
Floirac – miejscowość i gmina we Francji, w regionie Nowa Akwitania, w departamencie Charente-Maritime. W 2013 roku populacja ówczesnej gminy wynosiła 318 mieszkańców.
Dnia 1 stycznia 2018 roku połączono dwie wcześniejsze gminy: Floirac oraz Saint-Romain-sur-Gironde. Siedzibą gminy została miejscowość Floirac, a nowa gmina przyjęła jej nazwę.